# Сонтопи (Вармінсько-Мазурське воєводство)
Сонтопи (пол. Sątopy) — село в Польщі, у гміні Біштинек Бартошицького повіту Вармінсько-Мазурського воєводства.
Населення — 1220 осіб (2011).
У 1975-1998 роках село належало до Ольштинського воєводства.

## Демографія
Демографічна структура станом на 31 березня 2011 року:
|          | Загалом | Допрацездатний вік | Працездатний вік | Постпрацездатний вік |
| -------- | ------- | ------------------ | ---------------- | -------------------- |
| Чоловіки | 573     | 107                | 407              | 59                   |
| Жінки    | 647     | 128                | 365              | 154                  |
| Разом    | 1220    | 235                | 772              | 213                  |